# Irina Rodnina

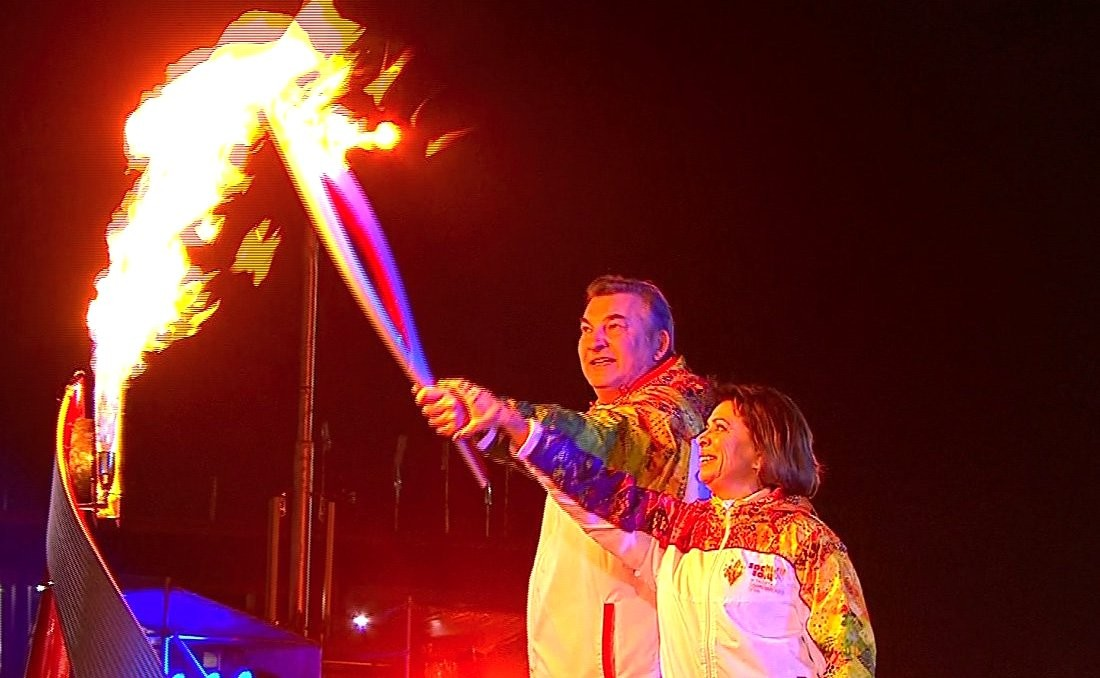
OS-elden i Sotji tändes av Irina Rodnina och Vladislav Tretiak.

Irina Konstantinovna Rodnina (ryska: Роднина, Ирина Константиновна Роднина), född 12 september 1949 i Moskva, är en rysk politiker och tidigare konståkare som tävlade för Sovjetunionen. Hon är en av de främsta genom tiderna i paråkning med 10 raka VM-guld 1969–1978 och tre raka OS-guld 1972, 1976 och 1980. Rodnina avverkade två partners under sin långa karriär – Aleksej Uljanov och Aleksandr Zaitsev. Hon invaldes 2007 som ledamot i ryska Statsduman för president Putins parti Enade Ryssland.
Tillsammans med Vladislav Tretiak tände Rodnina den olympiska elden på stadion vid invigningen av de olympiska spelen i Sotji 2014.